# Donato Bramante
Donato Bramante (1444 - 11. marec 1514) je italijanski arhitekt, ki je predstavil renesančno arhitekturo v Milanu in slog visoke renesanse v Rimu, kjer je bil njegov načrt za baziliko svetega Petra podlaga za načrtovanje Michelangelovega dokončanja. Njegov Tempietto v San Pietro in Montoriu v Rimu je zaznamoval začetek visoke renesanse v Rimu (1502), ko ga je papež Aleksander VI. imenoval graditelja svetišča, ki naj bi zaznamovalo mesto, kjer je bil križan sv. Peter.

## Izobraževanje
Bramante se je rodil pod imenom Donato di Pascuccio d'Antonio, v Fermignanu blizu Urbina (tu je, v letu 1467, Luciano Laurana dodal Palazzo Ducale arkadno dvorišče in druge značilnosti renesanse za Federica da Montefeltra). Obdobje šolanja in začetno delovanje niso dokumentirani. Skoraj zagotovo je do leta 1476 ostal v Urbinu, kjer je bil verjetno učenec Fra Carnevalea in postal slikar prospectivo, kar pomeni, da se je specializiral v geometriji prostora, arhitekturi, ki sestavlja ozadje naslikane scene. Verjetno je bil tudi učenec pomočnik Piera della Francesce in spoznal Melozza da Forlija, ki bo kasneje vplival na njegovo slikarstvo.
V Urbinu je zagotovo spoznal Luco Signorellija, Perugina, Giovannija Santija, Pinturicchija in Francesca di Giorgia Martinija s katerim je verjetno sodeloval in od katerega se je veliko naučil o arhitekturni umetnosti. Mogoče je na potovanjih v Lombardijo prišel v stik z deli Mantegne in Leona Battista Albertija in tudi z umetniškimi deli v mestih Perugia, Ferrara, Benetke, Mantova in Padova.

## Urbino in Milano
Bramantejeva arhitektura je zasenčila njegovo slikarsko spretnost: vedel je za dobra slikarja Melozzo da Forlìja in Piero della Francesca, ki sta bila dobra v znanju perspektive in iluzionističnih funkcij v Mantegnevem slikarstvu. Okoli leta 1474 se je Bramante preselil v Milano, mesto z globoko tradicijo gotske arhitekture in zgradil več cerkva v novem antičnem slogu. Pri vojvodu Ludovicu Sforzi, pri katerem je bil dvorni arhitekt, je začel leta 1476 z naročili, ki so dosegla vrhunec v znameniti trompe l'oeil, koru cerkve Santa Maria preso San Satiro (1482-1486). Prostor je bil omejen in Bramante je naredil gledališko apsido v bas-reliefu, kjer je združil slikarsko umetnost perspektive s starorimskimi detajli. Tu je tudi osmerokotna zakristija na kateri je kupola.
V Milanu je Bramante zgradil tudi apsido v cerkvi Santa Maria delle Grazie (1492-1499); druga zgodnja dela so križni hodnik v Sant'Ambrogio v Milanu (1497-1498) in nekatere druge zgradbe v Pavii (soglasno se mu pripisuje planimetrijski projekt veličastne stolnice, z oktogonalno notranjostjo, kupolo in longitudinalno telo s tremi ladjami) in morda v  Legnanu. Leta 1499 se je s svojim mecenom Sforzo odpeljal iz Milana, v katerega je vdrla francoska vojska. Bramante je svojo pot nadaljeval v Rim, kjer je že poznal močnega kardinala Riaria.

### Slikarstvo
Bramante je bil v Lombardiji aktiven tudi kot slikar, čeprav so na žalost ostale samo neke freske v Milanu in Bergamu. Ohranjeni so deli fresk, ki prikazujejo Heraklita in Demokrita ter viteze (danes u Pinakoteki Brera), naslikani med 1486 in 1487 za hišo pesnika Gasparea Viscontija, mecena in zaščitnika umetnikov in drugi skoraj neznani deli, ki prikazujejo antične filozofe naslikane za palačo del Podestà v Bergamu. Freske na fasadi palače Fontana Silvestri, ki so v celoti uničene prav tako pripisujejo Bramanteju.
Pripisujejo mu tudi sliko na tabli Kristus na stebru, v opatiji Chiaravalle in fresko v zakladnici dvorca družine Sforza..
V času bivanja v Rimu je Bramante zapostavil slikarstvo, morda zaradi zavzetosti na velikih papeževih gradbenih projektih.

## Rim
V Rimu je kmalu spoznal kardinala Della Rovere, ki je postal papež Julij II.. Za Ferdinanda Aragonskega in Izabelo Kastiljsko ali morda Julija II. je Bramante zasnoval eno najbolj harmoničnih renesančnih stavb: Tempietto di San Pietro in Montorio (1510) na griču Gianicolo. Kljub majhnemu obsegu ima zgradba vsa stroga razmerja simetrije klasičnega sloga, obdana z vitkimi dorskimi stebri na katerih leži kupola. Glede na kasnejše rezbarije Sebastiana Serlioja, Bramante načrtuje kolonade na dvorišču. V novembru 1503 Julij zaposli Bramanteja za izgradnjo najlepše evropske arhitekturne 16. stoletja, popolno obnovo bazilike svetega Petra. Prvi temelj ene od velikih ladij je bil položen ob slovesnosti 17. aprila 1506. Nekaj zgodnjih Bramantejevih risb je ohranjenih, čeprav so jim nekateri njegovi pomočniki in nasledniki nasprotovali in so jih bistveno spremenili z razširitvijo ladje po njegovi smrti leta 1514. Bramantejeva vizija Sv. Petra je bil tloris centraliziranega grškega križa, ki simbolizira vzvišeno popolnost njemu in generacijam za njim. (pod vplivom dela Bramanteja je bila narejena Santa Maria della Consolazione v Todiju). Bramantejev načrt je predvideval štiri velike kapele v kotih med enakima ladjama, vsako pokrito z manjšo kupolo, ki obdajajo veliko kupolo nad križišču. Prvotni Bramantejev načrt je bil veliko bolj rimsko-bizantinska oblika, kot je bazilika, ki je bila dejansko zgrajena. 
Bramante je delal tudi na več drugih naročil. Med njegovimi prvimi deli v Rimu, še preden je začel z gradnjo bazilike, je bil samostan (1500-1504) Santa Maria della Pace v bližini Piazza Navona. Lepa razmerja dajejo pridih velike preprostosti.

## Glavna arhitekturna dela
- Santa Maria preso San Satiro, Milano, okoli 1482–1486
- Santa Maria delle Grazie (cerkev milostne Matere Božje) (samostan in apsida); Milano, 1492–1498
- Palazzo Caprini (znana tudi kot Rafaelova hiša, Rim, začeta okoli 1510 (porušena v 17. st.)
- Tempietto, San Pietro in Montorio (tempelj sv. Petra v Montoriu), Rim, 1502
- Santa Maria della Pace, cerkev Kraljice miru (samostan); Rim, 1504
- Bazilika svetega Petra, Vatikan, Rim, projekt 1503, temeljni kamen 1506
- Cortile del Belvedere, Vatikan, Rim, 1506.